# 이천 물류창고 화재
이천 물류창고 화재사고(利川物流倉庫火災事故)는 2008년 12월 5일 낮 12시 20분경 경기도 이천시 마장면에 위치한 GS리테일 서이천 물류창고에서 용접작업을 하던 도중 불꽃이 튀면서 샌드위치 패널로 옮겨붙은 화재사고이다. 이 사고로 냉동 분류작업을 하고 있는 인부 8명이 숨지고 2명이 부상당하는 인명사고가 발생했다.

## 사고 개요
우선 일단 사고의 원인은 발화의 지점으로 추정되는 냉장실에서 10여m를 두고 떨어진 냉장실에서 발견되었으며, 이들은 셔터문을 닫고 냉장실에 있는 과일과 채소 등의 분류작업을 벌이고 있었던 것으로 전해졌다.
또한 지하 1층 냉장실에서 용접작업 중 불꽃이 튀면서 샌드위치 패널에 옮겨붙어 삽시간에 냉동창고 전체로 번졌다.
그리고 냉동 창고의 특성 구조상 별도의 출입문 없이 창고내 셔터 문을 통해 출입하는가 하면 셔터문을 내리고 작업을 할 경우 영하의 온도에서 외부와 거의 단절돼 화재 발생 사실을 인지하지 못하는 것으로 알려졌다.

### 이천 냉동창고 화재참사와의 관계
이 사고는 2008년 1월, 이천시의 냉동창고 화재참사와 유사한 점이 있다. 우선 냉동창고 화재참사가 발생한 곳은 호법면 유산리에 위치하여 있어 불과 19km 거리를 두고 떨어져 있는 것으로 추정되었으며, 창고 건물이 샌드위치 패널 구조로 되어 있는데다 진화에 어려움을 겪는 것으로 보인다고 밝혔다.

### 산불 등 인접 피해 상황
바람을 타고 날아간 불티가 인근 야산에 떨어지면서 산불이 나기도 했으며, 맞은 편 중부고속도로 상공에도 검은 연기로 뒤덮인 것으로 추정된다.

### 관련자 구속 여부
우선 화재사고를 일으켜 관리를 소홀히 하게 한 용접공 강 모(당시 49세)와 남 모(당시 22세) 등 2명이 먼저 구속되었으며, 이후 창고관리업체 샘스사 김 모(당시 34세) 대리와 출입문 공사업체 송원OND 최 모(당시 46세) 사장과 김 모(당시 46세) 상무 등 3명에 대해 업무상 중과실치사상 혐의로 구속영장을 신청했다.

### 사건 종결 결과
화재사고가 일어난 지 2주가 지난 12월 21일, 냉동창고 안에는 타다 남은 냉동식품과 육류쓰레기 등 2m 높이의 산더미나 되는 쓰레기로 악취가 진동했으며, 쓰레기에서 나온 고기 기름으로 인한 오수는 인근 장암천으로 흘러 피해를 보이고 있으며, 철거가 아직 이루어지지 못한 상황이다.

### 추가 사망자 발생
경기도 소방본부에 따르면, 창고 임차회사 근로자인 김수용(당시 30세)이 사고 당시 온몸에 3도 화상을 입고 서울 대치동 베스티안 병원에서 치료를 받았으나 2008년 12월 27일 오전 10시 50분쯤 화상으로 인한 합병증으로 끝내 숨을 거두면서 사망자가 8명으로 늘어났다.

## 같이 보기
- 이천 냉동창고 화재 사고
- 이천 물류센터 공사장 화재 (2020년)
- 쿠팡 덕평물류센터 화재 (2021년)